# Jordi Pigem
Jordi Pigem (Barcelona, nacido el 30 de abril de 1964) es filósofo de la ciencia y escritor.

## Biografía
Doctor en filosofía por la Universidad de Barcelona en 1998 con la tesis El pensament de Raimon Panikkar: Una filosofía de la interdependència.  De 1998 al 2003 fue profesor y coordinador del Área de Filosofía del Masters in Holistic Science del Schumacher College (titulación avalada por la Universidad de Plymouth) en Dartington, Inglaterra. En 1999 obtuvo el Premio de Filosofía del Instituto de Estudios Catalanes, y en 2006 el Premio de Ensayo de Resurgence y la Scientific and Medical Network.  Fue coordinador de la revista de ecología Integral entre 1989 y 1992. Ha coordinado la edición catalana de los volúmenes de la Opera Omnia de Raimon Panikkar publicados en el 2009 y 2010. También tradujo la biografía Raimon Panikkar, de Maciej Bielawski, tanto al catalán como al castellano, y, también en ambas lenguas ha estado al frente de la edición y la traducción de Ecosofía, de Panikkar.
Colabora con diversos medios de comunicación, como el suplemento Cultura/s de La Vanguardia y las revistas Agenda Viva (Fundación Félix Rodríguez de la Fuente), Namaste y la decana revista del ecologismo en inglés Resurgence  (desde 2012 Resurgence & Ecologist). Ha escrito textos sobre las principales figuras del pensamiento sistémico: Leonardo da Vinci, Ernst Friedrich Schumacher, Fritjof Capra o Iván Illich.
Imparte cursos y conferencias como profesor invitado tanto en universidades y foros públicos, como en el ámbito empresarial y sus temáticas abordan tanto contenidos relacionados con la filosofía, la sociología, el pensamiento ecológico como el necesario cambio de visión del mundo que necesitamos para superar esta crisis. Colabora también habitualmente con diferentes fundaciones y organizaciones no gubernamentales.
Escribe sobre filosofía de la ciencia y pensamiento ecológico y expone las razones que nos han llevado a esta crisis en Buena crisis: Hacia un mundo postmaterialista.  En su obra GPS (global personal social) aporta la visión hacia una nueva sociedad más sana, sabia y ecológica, proponiendo los valores clave que nos guiarán, y concluyendo que los valores que nos conducen a una sociedad más sostenible, son también los que más contribuyen a la verdadera felicidad personal. El autor analiza las contradicciones de la economía contemporánea, en La nueva realidad. Del economicismo a la conciencia cuántica como caso clínico de todo lo que no funciona en el viejo paradigma y nos conduce a la nueva realidad que hoy nos revela la física y la neurociencia. 

Lo que vemos a través del progreso de la ciencia es que la realidad en la que vivimos no es este mundo mecánico, impersonal en la cual nos sentimos invitados a competir y a consumir, sino que es una realidad absolutamente sorprendente, cada vez más asombrosa cuanto más la conocemos, y que de hecho nos invita a tener una actitud holística, participativa y relacional que nos llevaría a un tipo de sociedad y de vida muy distintas de las que tenemos ahora.
Jordi Pigem, 2013

Un resumen de su trayectoria intelectual y espiritual queda reflejada en una entrevista en el libro Espirituals sense religió, de Laia de Ahumada. En el libro Inteligencia vital. Una visión postmaterialista de la vida y la conciencia, Jordi Pigem nos propone un nuevo modo de entender la vida, la inteligencia y la conciencia.
En octubre de 2016 obtiene el XXV Premi Joan Maragall por su obra Àngels i robots. La interioritat humana en la societat hipertecnològica, a la llum de Guardini, Panikkar i l’Encíclica Laudato Si’, (ampliada en castellano en Ángeles o robots. La interioridad humana en la sociedad hipertecnológica) que otorga la Fundación Joan Maragall a una obra de ensayo o investigación sobre cristianismo y cultura.
Editó el discurso atribuido al jefe indígena Seattle (Si'ahl), Cada parte de esta tierra es sagrada para mi pueblo, con un breve ensayo sobre ecología y espiritualidad indígenas. Con Pandemia y posverdad (2021) inició una trilogía sobre las amenazas del mundo contemporáneo que continuó con Técnica y totalitarismo (2022) y Conciencia o colapso (2024).

## Obra
- (Coord.) Nueva conciencia: plenitud personal y equilibrio planetario para el siglo XXI (Integral, 1991)
- La odisea de occidente: modernidad y ecosofía (Kairós, 1994)
- El pensament de Raimon Panikkar: interdependència, pluralisme, interculturalitat (IEC, 2007)
- (Ed.) El somriure diví (Icaria, 2008)
- Ivan Illich. Textos escollits (Tres i Quatre, 2009)
- Buena crisis: Hacia un mundo postmaterialista (Kairós, 2009)
- GPS (global personal social). Valores para un mundo en transformación (Kairós, 2011)
- ¿Dijo usted austeridad? Psicopatología de la (ir)racionalidad económica (Proteus editorial, 2012)
- La nueva realidad. Del economicismo a la conciencia cuántica (Kairós, 2013)
- Inteligencia vital. Una visión postmaterialista de la vida y la conciencia (Kairós, 2016)
- Àngels i robots. La interioritat humana en la societat hipertecnològica (Viena Edicions, 2017)
- Ángeles o robots. La interioridad humana en la sociedad hipertecnológica (Fragmenta Editorial, 2018) ISBN 978-84-15518-86-0
- (Ed.) Si'ahl / Ted Perry: Cada parte de esta tierra es sagrada para mi pueblo (Akiara Books, 2019) ISBN 978-84-17440-49-7
- Pandemia y posverdad. La vida, la conciencia y la Cuarta Revolución Industrial (Fragmenta Editorial, 2021) ISBN 978-84-17796-58-7
- Técnica y totalitarismo. Digitalización, deshumanización y los anillos del poder global (Fragmenta Editorial, 2023) ISBN 978-84-17796-79-2
- (con Neus Caamaño) Redescubrir el mundo (Akiara Books, 2023) ISBN 978-84-18972-26-3
- Conciencia o colapso (Fragmenta Editorial, 2024) ISBN 978-84-10188-09-9